# Brainstorming
Brainstorming ist eine von Alex F. Osborn 1939 entwickelte und von Charles Hutchison Clark modifizierte Methode zur Ideenfindung, die die Erzeugung von neuen, ungewöhnlichen Ideen in einer Gruppe von Menschen fördern soll. Er benannte sie nach der Idee dieser Methode, nämlich using the brain to storm a problem (wörtlich: „das Gehirn verwenden, um ein Problem zu stürmen“). Hilbert Meyer verwendet in Unterrichtsmethoden als Übersetzungsangebot den Begriff „Kopfsalat“, der VDS schlägt „Denkrunde“ und „Ideensammlung“ vor.

## Technik und Einsatzgebiet
Der Name Brainstorming hat sich schnell verbreitet, wird heute aber auch für andere Techniken als die von Osborn beschriebene verwendet.
Anwendung findet dieses Verfahren bevorzugt im gesamten Bereich der Werbung. Es wird aber mit mehr oder weniger Erfolg auch bei sämtlichen Problemen eingesetzt, zum Beispiel bei der Produktentwicklung oder beim Konstruieren neuer technischer Geräte. Die Ergebnisse eines Brainstormings können in weiteren Arbeitsschritten verwendet werden, es kann aber auch das (ergebnislose) Brainstorming allein als kreative Lockerungsübung eingesetzt werden. Das ursprüngliche Verfahren sieht zwei Schritte vor:

### Vorbereitung
Es wird eine Gruppe aus beliebig vielen Personen zusammengestellt. Je nach Problemstellung kann sie aus Experten/Mitarbeitern, Laien oder Experten anderer Fachgebiete bestehen. Die Gruppenleitung bereitet Anschauungsmaterial vor und führt die Gruppe in das Problem ein, das dabei analysiert und präzisiert wird. Dabei sollte die Frage- bzw. Aufgabenstellung weder zu breit und allgemein gehalten sein („Wie können wir die Welt retten?“) noch zu kleinteilig bzw. spezifisch („Welches Klebeverfahren um Bauteil A an B zu befestigen?“). Den Gruppenmitgliedern wird im Vorfeld der Ablauf des Brainstormings mitgeteilt, ob es sich um ein moderiertes oder nicht moderiertes Brainstorming handelt. Ein Protokollant kann ernannt werden. Vier grundsätzliche Regeln gelten beim Brainstorming:
1. Kombinieren und Aufgreifen von bereits geäußerten Ideen ist erwünscht.
2. Kommentare, Korrekturen und Kritik sind verboten.
3. Viele Ideen in kürzester Zeit (Zeitrahmen ca. 5–30 min)
4. Freies Assoziieren und Phantasieren ist erlaubt.

### Phase eins: Ideen finden
Nun nennen die Teilnehmer spontan Ideen zur Lösungsfindung, wobei sie sich im optimalen Fall gegenseitig inspirieren und untereinander Gesichtspunkte in neue Lösungsansätze und Ideen einfließen lassen. Die Ideen werden protokolliert. Alle Teilnehmenden sollen ohne jede Einschränkung Ideen produzieren und mit anderen Ideen kombinieren. Auch sollte die Phase in einem Zeitrahmen um die 30 bis 45 Minuten liegen. Die Gruppe sollte in eine möglichst produktive und erfindungsreiche Stimmung versetzt werden. In dieser Phase gelten folgende Grundregeln:
- Keine Kritik an anderen Beiträgen, Ideen, Lösungsvorschlägen (kreative Ansätze können sich auch aus zunächst völlig unsinnigen Vorschlägen entwickeln).
- Keine Wertung oder Beurteilung der Ideen.
- Jeder soll seine Gedanken frei äußern können.
- Keine unsachlichen Argumente.
- Je kühner und phantasievoller, desto besser. Dadurch wird das Lösungsfeld vergrößert.

### Phase zwei: Ergebnisse sortieren und bewerten
Nach einer Pause werden nun sämtliche Ideen (von der Gruppenleitung) vorgelesen und von den Teilnehmern bewertet und sortiert. Hierbei geht es zunächst nur um bloße thematische Zugehörigkeit und das Aussortieren von problemfernen Ideen. Die Bewertung und Auswertung kann in derselben Diskussion durch dieselben Teilnehmer erfolgen oder von anderen Fachleuten getrennt vorgenommen werden.

## Aspekte der Gruppendynamik beim Brainstorming
Nach einer Studie aus dem Jahr 2002 von Henk Wilke und Arjaan Wit spielt die Gruppendynamik beim Brainstorming eine große Rolle. Als bekannteste und weit verbreitete Kreativitätstechnik ist es für einen effektiven und effizienten Einsatz von Brainstorming sinnvoll, gruppendynamische Prozesse und Problemfelder zu kennen und ihnen gegebenenfalls entgegenzuwirken. Es geht hierbei um Auswirkungen der Gruppenstruktur, aber auch um potentielle Prozess- sowie Motivationsverluste, die Einfluss auf die Ergebnisse des Brainstormings nehmen können. Dabei sind Aspekte der Gruppenstruktur, der Rollendifferenzierung, der Statusdifferenzierung und der Kommunikationsmuster zu beachten, ansonsten können Prozess- und Motivationsverluste entstehen.

## Schwächen – Varianten – Kritik
Untersuchungen behaupten, dass schon die Äußerung einer Idee die Ideenfindung der anderen Teilnehmenden beeinflusst. Daher sei es sinnvoll, alle Teilnehmenden vor dem eigentlichen Brainstorming ihre Ideen aufschreiben zu lassen, um danach zunächst gänzlich unbeeinflusst davon berichten zu können.
Laut einem Bericht in „Bild der Wissenschaft“ 1/2005 nützt die traditionelle Brainstorming-Methode jedoch nachweislich nichts: 50 Studien zeigten ein vernichtendes Ergebnis, die Kandidaten konnten es in Gruppen nicht besser, weil sie sich gegenseitig blockierten. Meist mussten sie warten, bis ein anderer ausgeredet hatte, was ihre Kreativität hemmte. Dieses Phänomen wird Produktionsblockierung genannt. Einzelkämpfer hingegen hatten nicht nur mehr, sondern auch bessere Eingebungen als die Gruppe. Kreativität hinge somit eher vom Bewusstseinsstand der Einzelnen ab.
Anders verhält es sich mit elektronischem Brainstorming, das mit Hilfe elektronischer Meetingsysteme online durchgeführt wird. Diese Systeme setzen wesentliche Grundregeln des Brainstormings auf technischer Ebene durch und hebeln schädliche Einflüsse der Gruppenarbeit dank Anonymisierung und Parallelisierung der Eingaben aus. Die positiven Effekte elektronischen Brainstormings verstärken sich mit wachsender Gruppengröße.
Um weniger ausdrucksstarke, aber gleichwertig qualifizierte Mitarbeiter einzubeziehen, kann auch auf Brainwriting oder die Collective-Notebook-Methode ausgewichen werden. Auch hier gilt, dass jede Variation in Umgebung und Art der Durchführung neue Impulse liefert. Als hilfreich erweist sich bei Brainstormings auch, sogenannte Outsider in das Brainstorming einzubeziehen. Mitglieder innerhalb einer Organisation blockieren zumeist bei der Ideenfindung, weil sie zu sehr in bestimmten Strukturen denken und darin gefangen sind. Leute von außerhalb können die Denkprozesse beschleunigen und positiv beeinflussen.
Andererseits sind wiederum geübt kreative Menschen in der Lage, sich innerhalb einer Brainstorming-Sitzung gegenseitig anzuregen und zu beflügeln. Die Brauchbarkeit der Ideen hängt wesentlich von der Vertrautheit der Teilnehmenden mit dem Problemgebiet ab, vielfältige Interessen und breite Allgemeinbildung sind ebenfalls vorteilhaft.
Brainstorming und verwandte Methoden werden manchmal nur deshalb angewendet, um möglichst viele Personen an der Problemlösung zu beteiligen, also aus (betriebs-)politischen Gründen. In solchen Fällen spielt die Effektivität keine große Rolle. Wird Brainstorming streng ergebnisorientiert eingesetzt und auch nur von für diese Methode geeigneten Personen ausgeübt, kann es sehr schnell zu guten Teilergebnissen führen, die wiederum weitere Arbeitsschritte befruchten.
Ein Sozialpsychologe der Universität Utrecht machte bezüglich Brainstorming ein Experiment, in dem 20 allein nachdenkende Menschen bis zu 50 % mehr und originellere Einfälle hatten als „Teams“, die klassisches Brainstorming betrieben.

## Vor- und Nachteile

### Vorteile
- Ermöglicht Finden innovativer Ideen und ausgefallenen Problemlösungen
- Einsatz, wenn normale Techniken keine weiteren Lösungsansätze bieten (Sackgasse)
- Einfach zu handhaben
- Geringe Kosten
- Ausnutzung von Synergieeffekten infolge der Gruppenbildung

### Nachteile
- Sehr abhängig von den Teilnehmern
- Gefahr des Abschweifens
- Aufwändige Selektion geeigneter Ideen
- Gefahr gruppendynamischer Konflikte

### Anwendung
- Für Problemarten einfacher Komplexität
- Gut geeignet für Problemlösungen auf rein sprachlicher Ebene (Namens- und Slogan-Findung)
- Geeignet für Zielformulierung und Aussagen mit Symbolcharakter
- Brauchbar als Einstieg in ein Thema, um das Feld der Lösungsansätze abzustecken

### Variationen
- Elektronisches Brainstorming: Anonymisierung und Parallelisierung von Ideen; überwindet soziale Barrieren in der Gruppe; Vorteile wachsen mit Größe der Gruppe
- Brainwriting (in verschiedenen Formen): Schriftliche Ideensammlung; besser geeignet für stillere Teilnehmer oder Gruppen, in denen mit Spannungen zu rechnen ist
- Brainwalking: Ideensammlung in Bewegung und auf im Raum verteilten Plakaten mit unterschiedlichen Fragestellungen; besser geeignet für größere Gruppen und erfahrene Teilnehmer
- Kollektivnotebook: Es werden Notizen gemacht und weitergereicht
- ABC-Brainstorming: Kann eingesetzt werden, wenn „normales“ Brainstorming stockt oder wenn sich die Gruppe erst den begrifflichen Kontext eines Problems erarbeiten möchte. Die Methode ist geeignet für Fragestellungen, die viele Begriffe liefern kann. Es gibt zwei Varianten:
  1. Die Buchstaben A bis Z werden untereinander auf eine Tafel geschrieben. Die Teilnehmer werden der Reihe nach aufgefordert, zu jedem Buchstaben einen Begriff zu suchen. Der Moderator notiert den Begriff hinter dem jeweiligen Buchstaben.
  2. In aufsteigender Reihenfolge wird zu jedem Buchstaben jeweils ein Begriff gesucht und an der Tafel notiert. Hierbei werden von einem erfahrenen Moderator die Begriffe gleich an der Tafel vor sortiert/gruppiert.

Anschließend werden die Begriffe in der Gruppe geordnet, zusammengefasst, hinterfragt, gelöscht oder verfeinert.
Problem: Nennung wichtiger Begriffe wird verhindert, wenn der dazugehörige Buchstabe bereits mit einem anderen Begriff „belegt“ ist.